# Mistr Bertram
Mistr Bertram nebo též Bertram z Mindenu (* kolem roku 1340, Minden (Vestfálsko) – 1414 nebo 1415, Hamburk) byl nejvýznamnější německý gotický malíř působící v Hamburku na přelomu 14. století.

## Život

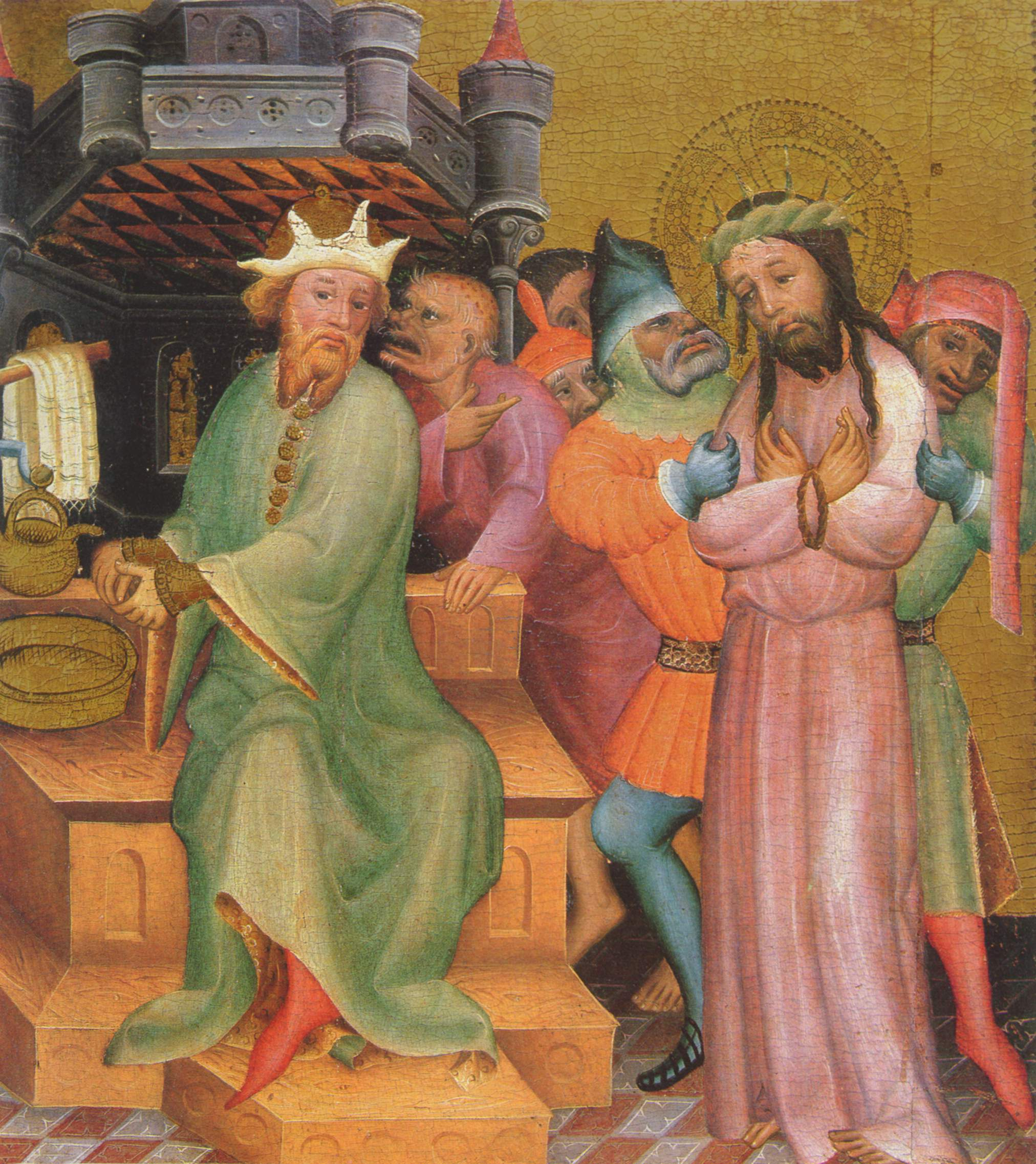
Kristus před Pilátem, Pašijový oltář, Hannover

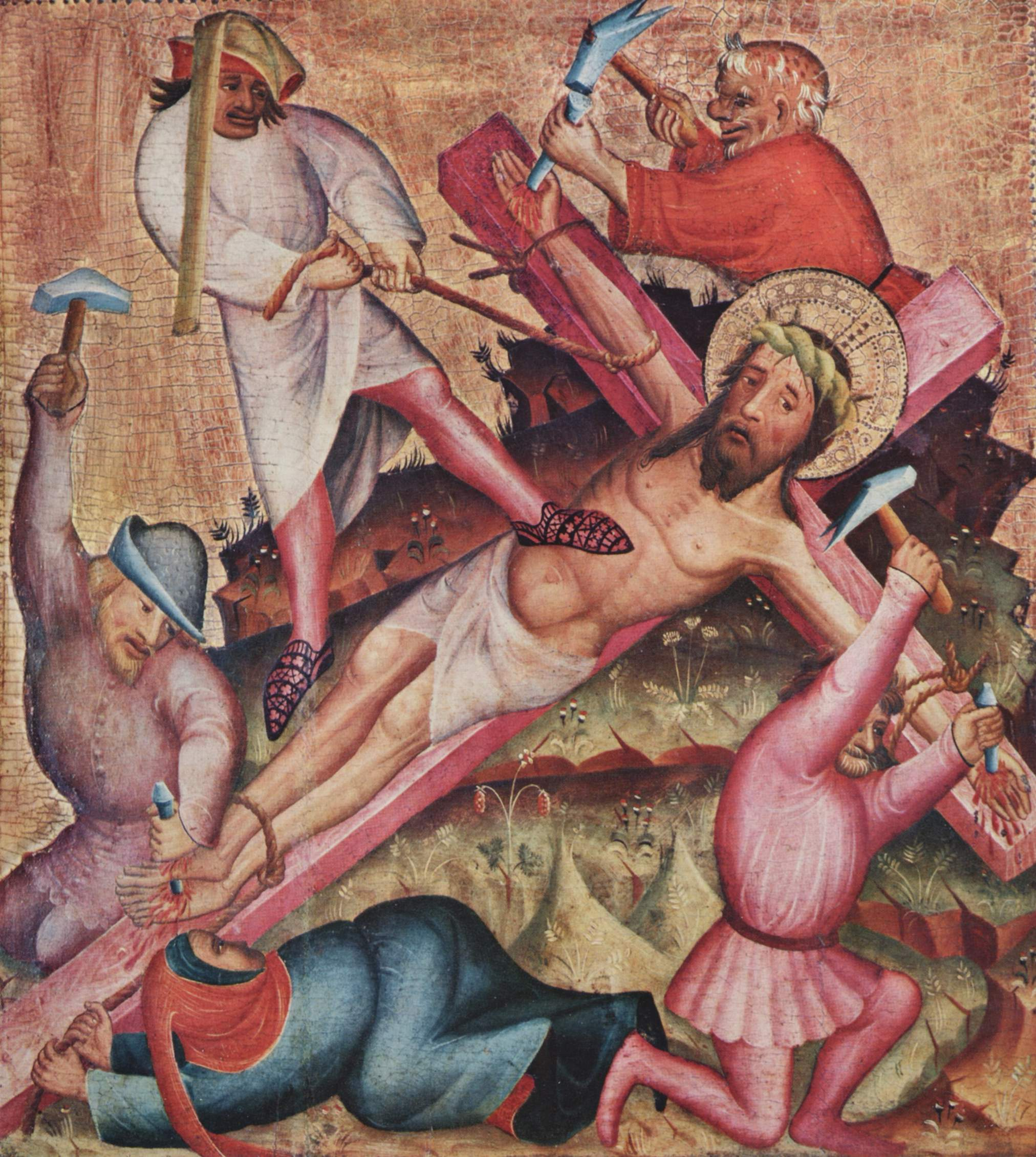
Přibíjení Krista na kříž, Pašijový oltář, Hannover

Bertram se narodil v Mindenu nebo okolí, protože jeho bratr Cord van Byrde je dle toponyma narozen v obci Bierde poblíž Mindenu. O malířově mládí není nic známo, ale je pravděpodobné, že se vyškolil přímo v Mindenu. Pak patrně jako tovaryš navštívil Prahu a také Kolín nad Rýnem a Štrasburk. Podle Royta pracoval v dílně při dvoru Karla IV. v Praze a podílel se na výzdobě Kaple sv. Kříže na Karlštejně. Jako Bertram Pictor je v Hamburku poprvé uváděn roku 1367. Roku 1371 koupil dům poblíž katedrály (Schmiedestraße), 1376 se stal občanem a mistrem v Hamburku a roku 1383 koupil další dům v téže ulici.
V hansovním městě Hamburku vedl Mistr Bertram dílnu, která získávala nejvýznamnější zakázky. V roce 1375 byl pozván, aby vytvořil výzdobu Lübecku při příležitosti návštěvy císaře Karla IV. Roku 1390 plánoval podniknout pouť do Říma a sepsal předtím závěť, ale tato cesta se v jeho díle nijak neodrazila. V roce 1410 napsal další závěť, kde jako dědičku uvádí svou dceru, protože manželka předtím patrně zemřela.
Po Bertramově smrti kolem roku 1415 převzal dílnu malíř Johannes.

## Dílo

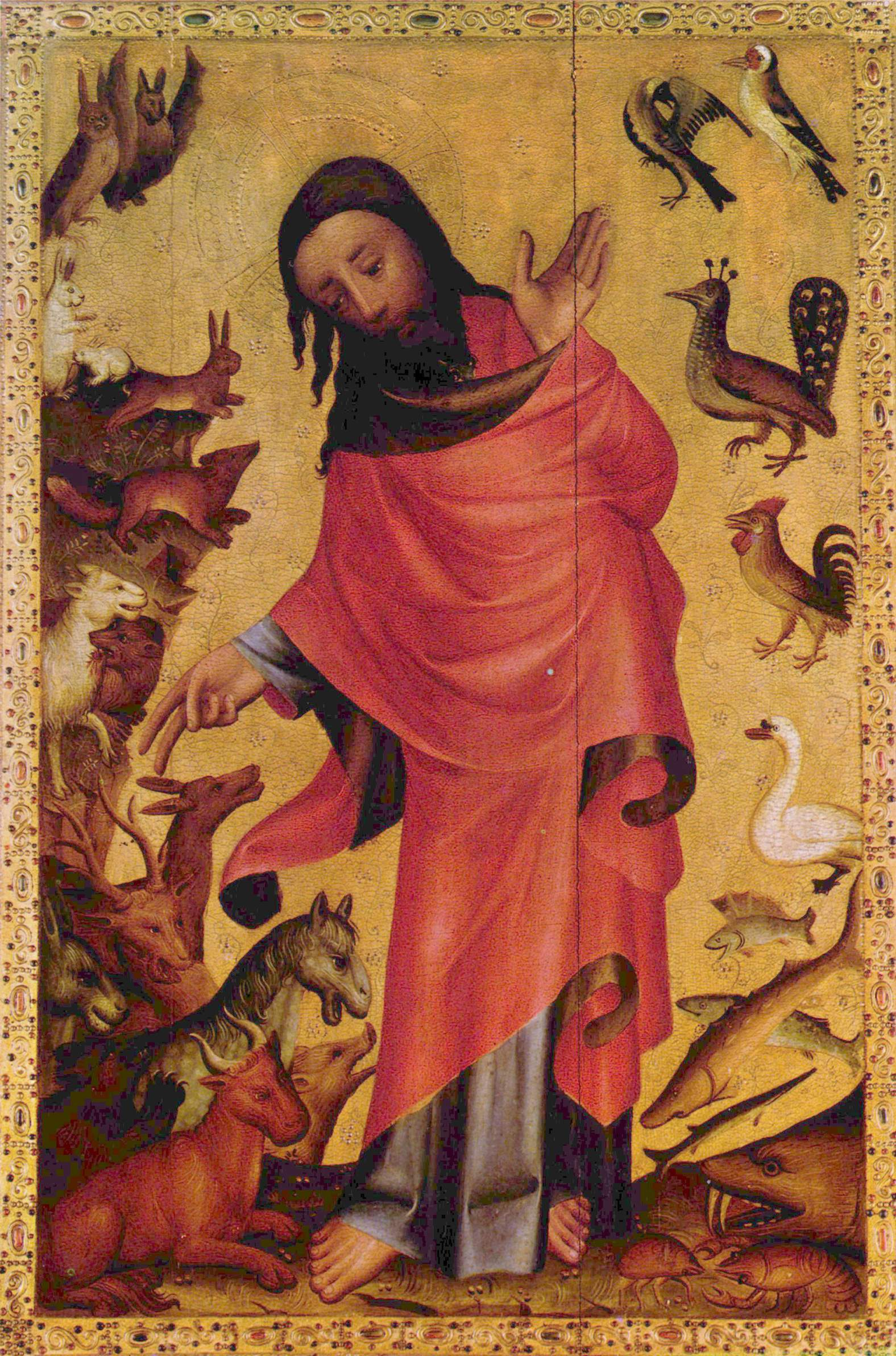
Grabowský oltář, Stvoření zvířat

Mistr Bertram je pokračovatelem tradice vestfálského malířství (Pašijový oltář z Osnabrücku). Jako příslušník bohaté rodiny mohl mít přístup i k francouzské knižní malbě, ke které mají blízko jeho krajiny a detaily zvířat. V Bertramově díle je patrná stylistická příbuznost s obrazy Mistra Theodorika na Karlštejně a byl patrně obeznámen také s dílem svého současníka Conrada von Soest.
Jeho kompozice s omezeným množstvím figur jsou přehledné. Pokouší se o iluzi prostoru a vyvážený poměr postav ke krajině a architektuře v pozadí. V malbě užívá měkké modelace drapérií světlem a z českého prostředí převzal lyrické zobrazení tváří a způsob stavby objemu, který převažuje nad lineární kresbou. Sám je uváděn pouze jako malíř slohu mezinárodní gotiky, jeho dílna však dodávala kompletní vyřezávané oltáře, a pro městskou radu také sochy, lustry a vývěsní štíty.
Jméno řezbáře, který v dílně pracoval, není známo.

### Známá díla
- 1379-1383 Grabowský oltář, Hamburger Kunsthalle
- oltář se 45 scénami z Apokalypsy, Victoria and Albert Museum, Londýn
- pašijový oltář, Niedersächsisches Landesmuseum Hannover
- dva reliéfní panely (Narození Krista, Útěk do Egypta), klášter Doberan
- malý domácí oltář s Veraikonem, sbírka Thyssen-Bornemisza
- čtyři výjevy ze života Panny Marie na malovaných oltářních křídlech, Hamburger Kunsthalle
- šest pašijových scén z původně dvou oltářních křídel, Musée des Arts décoratifs, Paříž
- 1400 Buxtehuder Altar, (Bertramova dílna), Hamburger Kunsthalle[2]
- 1410 Harvestehuder Altar, (Bertramova dílna), Hamburger Kunsthalle
- další zakázky dílně Mistra Bertrama jsou doložené písemně na hamburské radnici